# Vénosc
Vénosc è un ex comune francese di 829 abitanti situato nel dipartimento dell'Isère della regione dell'Alvernia-Rodano-Alpi, dal 2017 amministrativamente dipende dal comune di Les Deux Alpes.
Si trova all'interno del parco nazionale des Écrins a 1.000 metri sul livello del mare. 

## Società

### Evoluzione demografica
Abitanti censiti